# Glorified Magnified
Glorified Magnified ist das zweite veröffentlichte Musikalbum der britischen Rockband Manfred Mann’s Earth Band (MMEB). Es wurde in den Maximum Sound Studios in London aufgenommen und erschien 1972.

## Das Album
Glorified Magnified enthält entgegen dem für die MMEB typischen hohen Anteil von Coverversionen sehr viele eigene Titel der Bandmitglieder. Bei den Coverversionen handelt es sich bei diesem Album um je einen Song von Bob Dylan sowie des weniger bekannten amerikanischen Songschreiberduos Charyl Edmonds und Jonah Thompson. Kommerziell gesehen war das Album kein großer Erfolg und auch die ausgekoppelten Singles erreichten die Charts nicht.

## Künstlerische Gestaltung
Die Umschlagsgestaltung zeigt ein eher reduziertes Artwork. Zum ersten Mal wird hier das für die MMEB danach typisch gewordene Bandlogo gezeigt. Dieses sitzt dabei zentral auf der Vorderseite und wird umgeben von einfarbigem Hintergrund. Sonst ist hier nur der Titel des Albums zu lesen, abgesehen von Informationen des Plattenlabels wie Katalognummer und Logo des Labels. Das Bandlogo zeigt eine stilisierte Weltkugel im Inneren, die nach außen von einem breiten schwarzen Ring sowie je einem sehr viel schmaleren weißen, schwarzen und blauen Ring umgeben wird. Der breite schwarze Ring enthält in weißer Schrift den ersten Teil des Bandnamens Manfred Mann’s in der oberen Hälfte, wobei die Schrift leicht links orientiert ist. Der zweite Teil des Namens Earth Band überlagert in zwei Zeilen in großer, roter und kapitälchenartiger Schrift mit dünnem weißem Rand den größeren Teil des Rests des Logos zu etwa zwei Dritteln im unteren rechten Teil. Dieses Logo findet sich seitdem bis heute immer wieder auf einer Vielzahl der Veröffentlichungen der MMEB und deren Merchandisingmaterial. Sowohl die europäische als auch die US-amerikanische Version wurden bei der Erstveröffentlichung in einem Gatefold-Cover ausgeliefert. Die europäische Version verwendete jedoch einen weißen Hintergrund, während die US-Version einen schwarzen Hintergrund aufwies. Spätere Wiederveröffentlichungen auf Vinyl verzichteten üblicherweise auf das Klappcover.

## Rezeption
In Band 1 seiner Buchreihe Rock beschreibt das Magazin eclipsed das Album als „noch wild improvisierend im Sound der Frühsiebziger ohne große Highlights blass“ (Walter Sehrer, Matthias Bergert, Marcus Wicker, Wolfram Porr: Rock – Das Gesamtwerk der größten Rock-Acts im Check: alle Alben, alle Songs (Teil 1)) dahin wabernd und vergibt für das Werk lediglich die niedrigste Kategorie Fehlkauf. Das Album landet in der Gesamtschau aller Manfred Mann’s Earth Band Alben demnach auch auf dem letzten Platz 16.
Robert Christgau gab dem Album eine gute Bewertung B+ und bezeichnet es als kopfgesteuerter, elektronischer und improvisatorischer als das vorangegangene Album Manfred Mann’s Earth Band, allerdings ohne dessen Befriedigung und literarischen oder Pop-Anspruch zu erreichen.
Bruce Eder von AllMusic beschreibt das Album als ein solides Heavy-Rock-Album in seiner Entstehungszeit, das auch Jahrzehnte später noch Bestand hat. Das Album erhielt hier vier von fünf möglichen Sternen.

## Titelliste
Seite 1
1. Meat (Manfred Mann) – 4:00
2. Look Around (Chris Slade) – 5:10
3. One Way Glass (Manfred Mann, Peter Thomas) – 4:06
4. I’m Gonna Have You All (Manfred Mann) – 5:18

Seite 2
1. Down Home (Mick Rogers) – 3:14
2. Our Friend George (Manfred Mann) – 3:00
3. Ashes to the Wind (Charyl Edmonds, Jonah Thompson) – 2:14
4. Wind (Manfred Mann) – 2:00
5. It’s All Over Now, Baby Blue (Bob Dylan) – 4:26
6. Glorified Magnified (Manfred Mann) – 4:35